# ハンガー・ゲーム (映画)
『ハンガー・ゲーム』（英: The Hunger Games）は、2012年に公開されたアメリカ合衆国のアクション映画。スーザン・コリンズのシリーズ小説『ハンガー・ゲーム』を原作としている。監督はゲイリー・ロス。

## ストーリー
パネムという名の独裁国家と化した近未来アメリカでは、キャピトルが政治の中心であり、キャピトル市民は貴族的特権を得ている。反乱の抑止を目的にキャピトルを囲む12の各地区から、12歳から18歳までの男女1名ずつが選出され、男女24人が殺し合う殺人サバイバル「ハンガー・ゲーム」が強制されていた。
それぞれの地区は産業の特性が限定され、農業地区・商業地区・工業地区・鉱業地区などに分かれている。「刈り入れの日」と呼ばれる選出の日に、プレイヤーに選ばれた12歳の妹プリムローズに代わって出場したカットニス（ジェニファー・ローレンス）は、狩猟で鍛えた弓矢の腕と持って生まれた鋭い勘を生かし、同じ地区から選ばれた少年ピータとともに戦いに挑む。カットニスは持ち前の精神力や能力で周囲を魅了し、指導係やスタイリストらを味方にして行く。カットニスの指導係となったかつての勝者ヘイミッチはカットニスを優勝に導くべく、多くの助力をしてくれる。
ゲーム開始後、カットニスは第11地区の小柄な12歳の少女ルーと共闘するが、ルーは殺されてしまう。ルーの死を悼むカットニスの姿に第11地区の住民達は、キャピトルへの嫌悪を募らせ暴動を起こす。暴動をおさえるため、ラブストーリーが必要だと、「同郷の二人は勝者とする」とルールが変更された。
身を隠していたピータと再会したカットニスは、ピータと行動を共にする。ゲームを見守っているキャピトルの住人がプレイヤーを気に入れば様々なアイテムを「スポンサー」として「差し入れ」するので、ヘイミッチはピータと恋人同士を演じるようカットニスに入れ知恵する。「悲恋の恋人」となった2人にスポンサーが付き、キャピトルの人気を得る。そして、勝ち抜いた。
しかし突然、やっぱり「勝者は1人だけ」の宣言にカットニスはピータに心中を持ちかける。ゲームの破綻を心配したゲーム管理者セネカは、2人とも勝者と認める事にし、カットニスとピータは生き残る事に成功する。
ゲームの結果、第11地区で暴動が起こり、勝者を2人にせざるを得なかった責任を問われ、ゲーム管理者セネカは自害を強要され、死んでしまう。勝者として故郷に凱旋した2人は恋人同士として振舞うはめになるが、カットニスの心にはかつての狩猟仲間であるゲイルへの思慕が消えない。

## 登場人物
カットニス・エヴァディーン
演 - ジェニファー・ローレンス
第12地区に暮らす少女。勇敢な性格。野生の動物を狩ることに長けている。
ピータ・メラーク
演 - ジョシュ・ハッチャーソン
第12地区の代表選手に選ばれた青年。
ゲイル・ホーソーン
演 - リアム・ヘムズワース
カットニスの幼馴染。カットニスに好意を抱いている。
ヘイミッチ・アバーナシー
演 - ウディ・ハレルソン
ハンガー・ゲームの優勝経験者。カットニスとジョシュの指導を担当。
プリムローズ・エヴァディーン
演 - ウィロウ・シールズ
カットニスの妹。心優しい性格。
ルー
演 - アマンドラ・ステンバーグ
幼い少女。
ケイトー
演 - アレクサンダー・ルドウィグ
圧倒的な実力を持つ優勝候補の筆頭。その実力の源は幼い頃から訓練を積んだ賜物。

## キャスト
| 役名                           | 俳優                       | 日本語吹替 | 日本語吹替 |
| 役名                           | 俳優                       | 劇場公開版 | ソフト版   |
| ------------------------------ | -------------------------- | ---------- | ---------- |
| カットニス・エヴァディーン     | ジェニファー・ローレンス   | 水樹奈々   | 水樹奈々   |
| ピータ・メラーク               | ジョシュ・ハッチャーソン   | 神谷浩史   | 神谷浩史   |
| ゲイル・ホーソーン             | リアム・ヘムズワース       | 中村悠一   | 中村悠一   |
| ヘイミッチ・アバーナシー       | ウディ・ハレルソン         | 山寺宏一   | 山寺宏一   |
| プリムローズ・エヴァディーン   | ウィロウ・シールズ         | 釘宮理恵   | 釘宮理恵   |
| マーヴェル                     | ジャック・クエイド         | 水野貴雄   | 水野貴雄   |
| グリマー                       | レヴェン・ランビン         | 丸山雪野   | 丸山雪野   |
| ケイトー                       | アレクサンダー・ルドウィグ | 遠藤純平   | 遠藤純平   |
| クローヴ                       | イザベル・ファーマン       | 山根舞     | 山根舞     |
| ルー                           | アマンドラ・ステンバーグ   | 生田絵梨花 | 佐藤美由希 |
| マリーナ                       | タラ・マッケン             |            |            |
| ディラン                       | イーサン・ジェイミーソン   |            |            |
| キツネ顔                       | ジャクリーン・エマーソン   |            |            |
| スレッシュ                     | ダヨ・オケニー             | 杉村憲司   | 杉村憲司   |
| コリオラヌス・スノー大統領     | ドナルド・サザーランド     | 稲垣隆史   | 稲垣隆史   |
| エフィー・トリンケット         | エリザベス・バンクス       | 坪井木の実 | 坪井木の実 |
| シナ                           | レニー・クラヴィッツ       | 三宅健太   | 三宅健太   |
| シーザー・フリッカーマン       | スタンリー・トゥッチ       | 岩崎ひろし | 岩崎ひろし |
| クラウディウス・テンプルスミス | トビー・ジョーンズ         | 小室正幸   | 小室正幸   |
| セネカ・クレーン               | ウェス・ベントリー         | バカリズム | 滝知史     |
| カットニスの母親               | ポーラ・マルコムソン       | 金野恵子   | 金野恵子   |

- 劇場公開された日本語吹替には、当時アイドルグループ「乃木坂46」の生田絵梨花と、お笑い芸人のバカリズムが出演していた。しかし、BD・DVDに収録されている吹替では、この二名は他の声優に差し替えられている。

## 音楽
本作の音楽は当初ダニー・エルフマンとT・ボーン・バーネットが担当し、バーネットは本作の音楽プロデューサーを務めると発表された。のちにスケジュール上の都合によりエルフマンが降板し、ジェームズ・ニュートン・ハワードが音楽を手掛けることになった。

### サウンドトラック盤
本作のサウンドトラック盤に収録されている曲は映画にインスパイアされて製作された。

### スコア盤
| #         | タイトル                           | 作詞  | 作曲・編曲 | 時間 |
| --------- | ---------------------------------- | ----- | ---------- | ---- |
| 1.        | 「The Hunger Games」               |       |            | 1:10 |
| 2.        | 「Katniss Afoot」                  |       |            | 1:49 |
| 3.        | 「Reaping Day」                    |       |            | 1:35 |
| 4.        | 「The Train」                      |       |            | 1:27 |
| 5.        | 「Entering the Capitol」           |       |            | 2:28 |
| 6.        | 「Preparing the Chariots」         |       |            | 1:05 |
| 7.        | 「Horn of Plenty」                 |       |            | 1:59 |
| 8.        | 「Penthouse/Training」             |       |            | 3:36 |
| 9.        | 「Learning the Skills」            |       |            | 1:41 |
| 10.       | 「The Countdown」                  |       |            | 1:58 |
| 11.       | 「Booby Trap」                     |       |            | 2:37 |
| 12.       | 「Healing Katniss」                |       |            | 3:04 |
| 13.       | 「Rue's Farewell」                 |       |            | 5:00 |
| 14.       | 「We Could Go Home」               |       |            | 1:15 |
| 15.       | 「Searching for Peeta」            |       |            | 1:27 |
| 16.       | 「The Cave」                       |       |            | 3:13 |
| 17.       | 「Muttations」                     |       |            | 4:45 |
| 18.       | 「Tenuous Winners/Returning Home」 |       |            | 3:25 |
| 合計時間: | 合計時間:                          | 42:16 |            |      |

## Blu-ray / DVD
日本での発売・販売元は角川書店。
- ハンガー・ゲーム Blu-ray（2枚組、2013年1月16日発売）
  - ディスク1：本編Blu-ray
    - 映像特典
      - プロファイルムービー 〜選ばれたプレイヤーたち〜
      - フォト&ポスターギャラリー
      - オリジナル版劇場予告編・日本版劇場予告編・TVスポット集

  - ディスク2：特典Blu-ray
    - メイキング
      - 「ハンガー・ゲーム」製作秘話
      - カウントダウン
      - キャスティング
      - デザイン
      - 闘技場の準備
      - パネムでのロケ撮影
      - 特殊 / 視覚効果
      - ポスト・プロダクション
      - 勝利の女神がほほ笑む時

    - 映画の舞台裏
      - ブームの周辺（構想 / 反響 / 映画化）
      - 管制室を作る
      - バラ園からの手紙
      - ゲイリー・ロス インタビュー
      - 脚本家から監督へ
      - スタント・シーンの裏側
      - パネルを彩るスタイル
      - ごちそうと粗食「ハンガー・ゲーム」の食べ物
      - プレイヤーのキャスティング
      - プレイヤーを演じた若者たち
      - 若手俳優たちのビデオ・ダイアリー
      - スクラップ・ブック

    - ワールドプレミア
    - プロパガンダ映画
    - 吹替声優（水樹奈々、神谷浩史、中村悠一、山寺宏一）劇場公開時スペシャルインタビュー完全版

  - 初回限定特典
    - 「ハンガーゲーム2 燃え広がる炎」まるっと一章ためし読みBOOK
    - 特製スリーブケース
- ハンガー・ゲーム DVD（1枚組、2013年1月16日発売）
  - 映像特典：Blu-ray2枚組版 ディスク1と同様
  - 初回限定特典
    - 「ハンガーゲーム2 燃え広がる炎」まるっと一章ためし読みBOOK（Blu-ray版と同様）
- ハンガー・ゲーム Blu-ray（1枚組、2013年10月25日発売）
  - 映像特典：2枚組版 ディスク1と同様

## テレビ放送
- BSジャパン『シネマクラッシュ 金曜名画座』（2013年12月27日）で全国放送。